# Targum Jeruszalmi II
Targum Jeruszalmi II (Targum jerozolimski II), współcześnie najczęściej znany pod nazwą  Targum fragmentaryczny – zbiór składający się z dużej liczby fragmentów, które zostały podzielone na dziesięć manuskryptów. Spośród tych P, V i L zostały po raz pierwszy opublikowane w 1899 roku przez Mosesa Ginsburgera, A, B, C, D, F i G w 1930 roku przez Paula E. Kahle, a fragment E wydał w 1955 roku Alejandro Díez Macho.
Ponieważ te manuskrypty są zbyt rozdrobnione, nie można potwierdzić, jaki jest ich cel, ale wydają się być albo resztkami pojedynczego pełnego targumu, albo krótkiego wariantu odczytów innego targumu. Jako grupa często podzielają poglądy teologiczne jak Targum Neofiti, co doprowadziło do przekonania, że mogą to być odczyty wariantowe tego samego targumu.

## Zawartość
Opinie dotyczące związków pomiędzy Targumami Jeruszalmi I i Jeruszalmi II są na ogół zgodne, że oba targumy są różnymi recenzjami tego samego starszego targumu palestyńskiego. Na podstawie ocen obu targumów Abraham Geiger doszedł do wniosku, że pochodzą one z kompletnego po talmudycznego Targumu Jeruszalmi, a jego autor zna Targum Onkelosa. Według Jakoba Bassfreunda (1850–1919) były to dodatki do Targumu Onkelosa, natomiast Targum Onkelosa i Jeruszalmi II zostały wykorzystane w Targumie Jeruszalmi I. Christian D. Ginsburg dowodzi, że Jeruszalmi I i Jeruszalmi II pochodzą od bardzo starego targumu, który nie powstał pod wpływem Targumu Onkelosa. Według niego Jeruszalmi II reprezentuje zbiór wariantów starożytnego Targumu Jeruszalmi, a nie Targumu Onkelosa, jak uważa J. Bassferund. Poglądy Ginsburga są przyjmowane jako bardziej prawdopodobne.

## Wydania
Targum Jeruszalmi II został po raz pierwszy wydrukowany w rabinicznej Biblii Bomberga i Buxtorfa w 1518 roku na podstawie Codexu Vaticanus 440. Christian D. Ginsburg w pracy „Das Fragmententhargum” (Berlin, 1899) opublikował dodatkowo wiele innych fragmentów na podstawie Codexu Parisiensis 110. Jeszcze inne komentarze tego targumu znajdują się jako cytaty w dziełach starożytnych autorów.